# Sterben (Film)
Sterben ist ein Filmdrama von Matthias Glasner. In den Hauptrollen sind Corinna Harfouch, Lars Eidinger, Lilith Stangenberg, Robert Gwisdek und Ronald Zehrfeld zu sehen. Das Werk feierte im Februar 2024 bei den Internationalen Filmfestspielen Berlin seine Premiere, wo es im Hauptwettbewerb gezeigt wurde. Der Kinostart in Deutschland folgte Ende April 2024. Im Rahmen der Verleihung des Deutschen Filmpreises 2024 wurde Sterben mit dem Deutschen Filmpreis in Gold ausgezeichnet, zudem Harfouch für die beste weibliche Hauptrolle, Hans-Uwe Bauer für die beste männliche Nebenrolle und Lorenz Dangel für die beste Filmmusik.

## Handlung
Das Familiendrama ist in fünf Kapitel bzw. Akte unterteilt, die im Film jeweils mit Fingerfarben an die Wand gemalt werden.

### 1. Lissy und Gerd
Lissy Lunies ist Mitte 70 und lebt mit ihrem demenzkranken Mann Gerd in einer gemeinsamen Wohnung in der Nähe von Hamburg. Lissy hat jedoch selbst mit diversen Krankheiten zu kämpfen. Sie leidet unter Diabetes mellitus, ist nierenkrank und hat Krebs. Auch beginnt sie langsam zu erblinden, weshalb sie beim Autofahren von ihrem Mann dirigiert wird. Als sie aufgrund eines vermuteten Herzinfarkts ins Krankenhaus eingeliefert wird, wird ihr Mann zunächst in eine Tagespflege verlegt und zieht anschließend dauerhaft in eine Pflegeeinrichtung, in der er gelegentlich von Lissy und ihrem gemeinsamen Sohn Tom besucht wird. Nach kurzer Zeit stirbt Gerd an einer Lungenentzündung und wird in einem Bestattungswald beerdigt. Tom verpasst die Beerdigung, da er sein über Carsharing gemietetes Elektroauto nicht ausreichend geladen hat; er erscheint aber anschließend bei seiner Mutter, wo es zu einer Aussprache kommt, in der Lissy ihrem Sohn gesteht, dass sie ihn nie geliebt hat, und Tom erwidert, dass auch er sie nie geliebt habe und sie nicht ertragen könne. Tom sagt ihr am Schluss, dass er so sei wie sie: kalt.

### 2. Tom
Tom arbeitet als Dirigent in Berlin. Er bereitet gemeinsam mit seinem besten, aber depressiven Freund Bernard eine neue Komposition namens Sterben vor. Bernard ist immer wieder von Selbstzweifeln gequält und mit der Komposition unzufrieden; Tom versucht vergeblich, ihm Mut zu machen und ihn daran zu hindern, das geplante Konzert zu verschieben. Toms Ex-Freundin Liv bekommt derweil ein Kind, Jessy, mit ihrem neuen Lebensgefährten Moritz, spannt Tom aber als Ersatzvater für ihr Kind ein, der sich gerne als eigentlichen Vater des Kindes sieht und sich mit Liv noch immer eng verbunden fühlt, obwohl sie sich offiziell schon 10 Jahre zuvor von ihm getrennt hat. Ursprünglich war Liv mit Bernard zusammen, dann wandte sie sich Tom zu, in der folgenden jahrelangen Beziehung zeugten sie zwar ein Kind, das Liv jedoch abtrieb.

### 3. Ellen
Toms Schwester Ellen, eine wilde und unangepasste junge Frau, die in Hamburg lebt, ist eine schwere Alkoholikerin, es gelingt ihr aber trotzdem, als Zahnarzthelferin zu arbeiten. Sie beginnt mit dem Zahnarzt Sebastian eine Affäre und zieht ihn in ihre Alkoholexzesse mit hinein. Als Sebastian sie nach einiger Zeit darum bittet, zumindest gelegentlich auf den Alkohol zu verzichten, hält sie das nur kurzfristig durch. Er gesteht ihr schließlich, dass er verheiratet ist und zwei Kinder hat, es gelingt ihm aber nicht, sich von Ellen zu lösen. Gemeinsam gehen sie dann ins Konzert in die Philharmonie, wo Bernards Komposition „Sterben“ uraufgeführt werden soll. Ellen, die sich immer von ihren Eltern Tom gegenüber zurückgesetzt fühlte, stört von Beginn an das Konzert durch lautes, nicht enden wollendes Husten und übergibt sich schließlich auch noch in einem Schwall. Tom unterbricht die Aufführung, viele Gäste verlassen fluchtartig den Raum, als der wütende Bernard versucht Ellen wegzuschleppen und dabei mit Sebastian in Streit gerät, so dass das Konzert abgebrochen wird.

### 4. Der schmale Grat
Bernards Selbstzweifel sind durch das geplatzte Konzert weiter gewachsen. Seine Lebensgefährtin, die Cellistin Mi-Do aus dem Orchester, kann ihm nicht helfen. In einem Gespräch mit seinem Freund Tom erklärt er, dass es um den schmalen Grat zwischen Kitsch und Kunst gehe und dass er das Gefühl habe, die richtige Balance in seiner Komposition nicht zu finden.
An Heiligabend entscheidet Bernard sich dafür, Suizid zu begehen, indem er Medikamente aus der Schweiz benutzt und sich zusätzlich in der Badewanne die Pulsadern aufschneidet. Bernard bittet Tom, währenddessen in der Wohnung zu warten, um Mi-Do, die vielleicht zurückkommen könnte, den Anblick zu ersparen. Tom ist hin- und hergerissen, ob er Bernards Wunsch zu sterben respektieren oder ob er ihn daran hindern soll. Obwohl ihn Liv am Telefon beschwört, die Selbsttötung zu verhindern, entscheidet er sich dafür, Bernards Wunsch zu achten, und unternimmt nichts. Nach Vollendung des Suizids ruft er die Polizei und geht. Bernard hinterlässt als sein Vermächtnis die vollendete Komposition, die anschließend von Tom wieder in der Philharmonie vor großem Publikum dirigiert wird. Die Aufführung wird ein voller Erfolg.

### 5. Liebe
Tom führt seit einiger Zeit eine lose Beziehung mit der jungen Orchesterassistentin Ronja, die ebenso wie Tom der Meinung ist, dass es zwischen ihnen nicht die große Liebe sei. Doch eines Tages gesteht sie ihm, dass sie schwanger ist. Tom reagiert wider Erwarten sehr erfreut.
Der Film endet mit Lissys Beerdigung, zu der sowohl Tom als auch Ellen erscheinen. Tom trägt stolz sein Kind auf dem Arm und geht nach der Beerdigung einen Schritt auf seine Schwester zu, indem er ihr den Ort nennt, an dem Lissy ein Sparbuch versteckt hat, und behauptet, Lissy habe gewollt, dass Ellen das Geld erhalte. Lissys tatsächlicher Wunsch war es hingegen, dass Tom das Geld erbt.

## Produktion

### Widmung und Besetzung

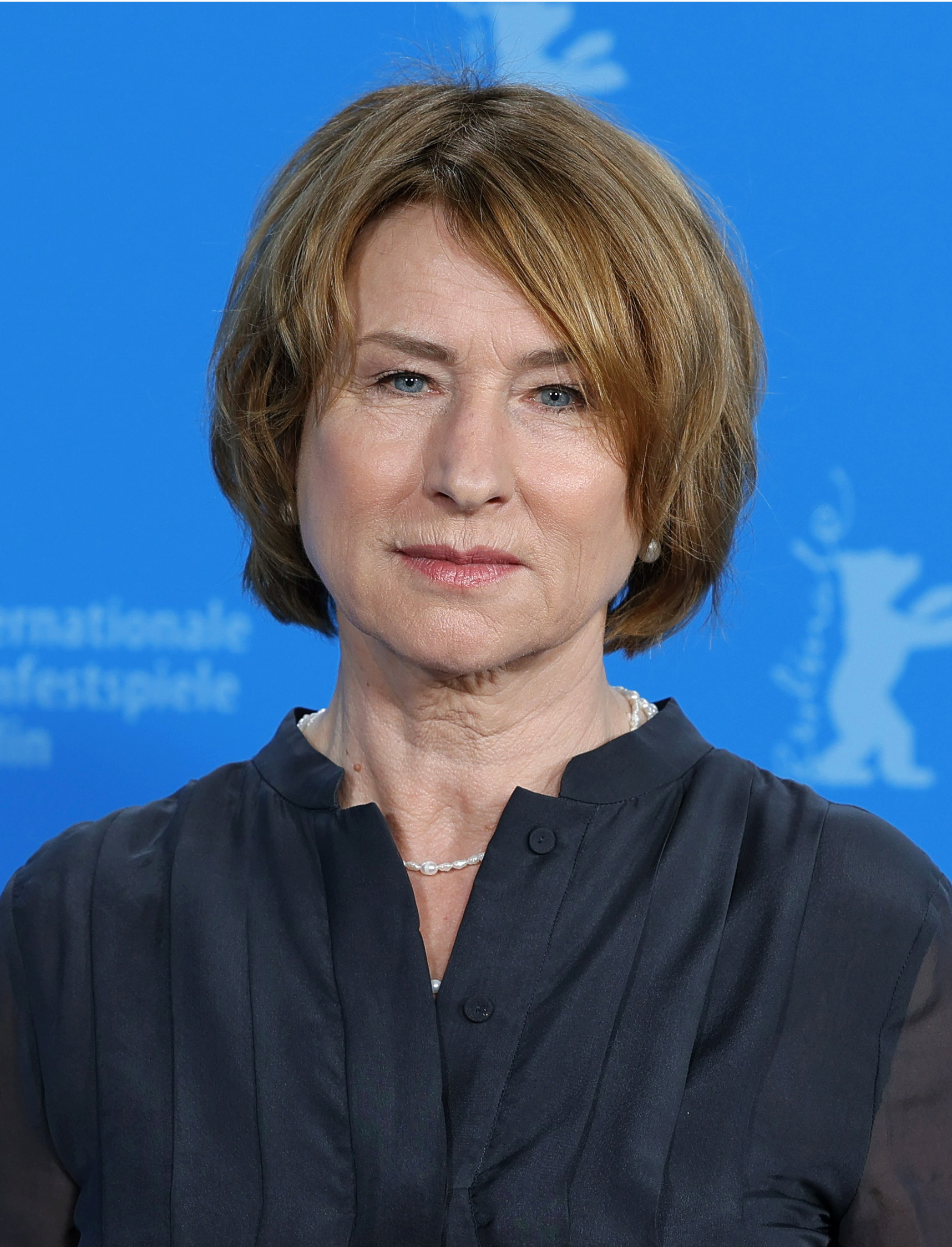
Corinna Harfouch spielt die Mutter Lissy Lunies

Regie führte Matthias Glasner, der auch das Drehbuch schrieb. Gewidmet hat Glasner den Film seiner Familie, „den Lebenden und den Toten“, so dass deutlich wird, dass der Film autobiografische Züge trägt. Matthias Glasner sagte in einem Interview, dass der Film an manchen Stellen möglichst nahe an die Realität herankommen sollte: „Das war schon sehr besonders bei dem Film, weil es mir dann doch auch wichtig war, dass bestimmte Dinge stimmen. Das Pflegeheim, in dem mein Vater gestorben ist, wir haben genau dort gedreht, wir haben in dem Krankenhaus gedreht, wo meine Mutter gestorben ist.“
Corinna Harfouch spielt in der Hauptrolle Lissy Lunies. Bereits in Glasners Filmdrama This Is Love spielte sie in der Hauptrolle. Hans-Uwe Bauer ist in der Rolle ihres demenzkranken Ehemannes Gerd zu sehen. Er spielte bereits in der Fernsehserie Zeit der Geheimnisse Harfouchs Ehemann. Lars Eidinger spielt ihren Sohn Tom und Robert Gwisdek dessen Freund Bernard. Anna Bederke spielt Toms Exfreundin Liv. Lilith Stangenberg ist in der Rolle von Toms Schwester Ellen zu sehen und Ronald Zehrfeld in der Rolle des Zahnarztes Sebastian, mit dem sie eine Beziehung beginnt. Tom Böttcher spielt den jüngeren Tom.

### Filmförderung und Dreharbeiten
Der Film erhielt vom Deutschen Filmförderfonds eine Produktionsförderung in Höhe von 1,44 Millionen Euro, von der Beauftragten der Bundesregierung für Kultur und Medien in Höhe von 700.000 Euro, von der Filmförderungsanstalt in Höhe von 500.000 Euro, von der Film- und Medienstiftung NRW in Höhe von 500.000, vom FilmFernsehFonds Bayern in Höhe von 180.000, von der MOIN Filmförderung Hamburg Schleswig-Holstein in Höhe von 400.000 Euro und von der Nordmedia – Film- und Mediengesellschaft Niedersachsen/Bremen mbH in Höhe von 140.000 Euro. Von der Filmförderungsanstalt erhielt der Film eine Verleihförderung in Höhe von 125.000 Euro, von der Film- und Medienstiftung NRW in Höhe von 70.000 Euro und von german films für den Kinostart in Österreich 5.000 Euro.
Die Dreharbeiten fanden von Ende November 2022 bis Anfang April 2023 in Berlin, Bayern, Nordrhein-Westfalen, Hamburg und Niedersachsen statt. Als Kameramann fungierte Jakub Bejnarowicz. Mit ihm arbeitete Glasner bereits für Gnade zusammen, ebenso für die von ihm inszenierte Tatort-Folge Die Ballade von Cenk und Valerie.

### Filmmusik und Veröffentlichung
Die Filmmusik komponierte Lorenz Dangel, mit dem Glasner bereits für die Fernsehserie Blochin zusammenarbeitete.
Die Premiere fand am 18. Februar 2024 bei den Internationalen Filmfestspielen Berlin statt, wo der Film im Hauptwettbewerb gezeigt wurde. Dort im Wettbewerb hatte Glasner 2012 bereits seinen Film Gnade vorgestellt. Ab Mitte April 2024 wurde Sterben beim Lichter Filmfest gezeigt. Der reguläre Kinostart in Deutschland war am 25. April 2024. Im Juni 2024 wurde der Film beim Transilvania International Film Festival gezeigt. Ebenfalls im Juni 2024 wurde der Film beim Sydney Film Festival vorgestellt und hiernach beim Karlovy Vary International Film Festival. Im August 2024 wurde er beim New Zealand International Film Festival und beim Melbourne International Film Festival vorgestellt. Im November 2024 sind Vorstellungen beim Denver Film Festival und beim Tallinn Black Nights Film Festival geplant.

## Rezeption

### Altersfreigabe
In Deutschland wurde der Film von der FSK ab 16 Jahren freigegeben. In der Freigabebegründung heißt es, der Film richte sich klar an ein erwachsenes Publikum, behandele ernste Themen wie Alkoholismus, Familienkonflikte, Krankheit und Suizid, enthalte eindringliche Szenen und biete nur wenige emotionale Entlastungsmöglichkeiten. Bettina Peulecke schreibt in ihrer Kritik für NDR Kultur, zwar lasse sich Sterben auch als Hymne an das Leben betrachten, doch hier werde nichts beschönigt und vieles gezeigt, das schwer zu ertragen ist: „Zum Glück besitzt der Film immerhin Galgenhumor, aber kalt lassen dürfte er trotzdem niemanden.“

### Kritiken und Einspielergebnis

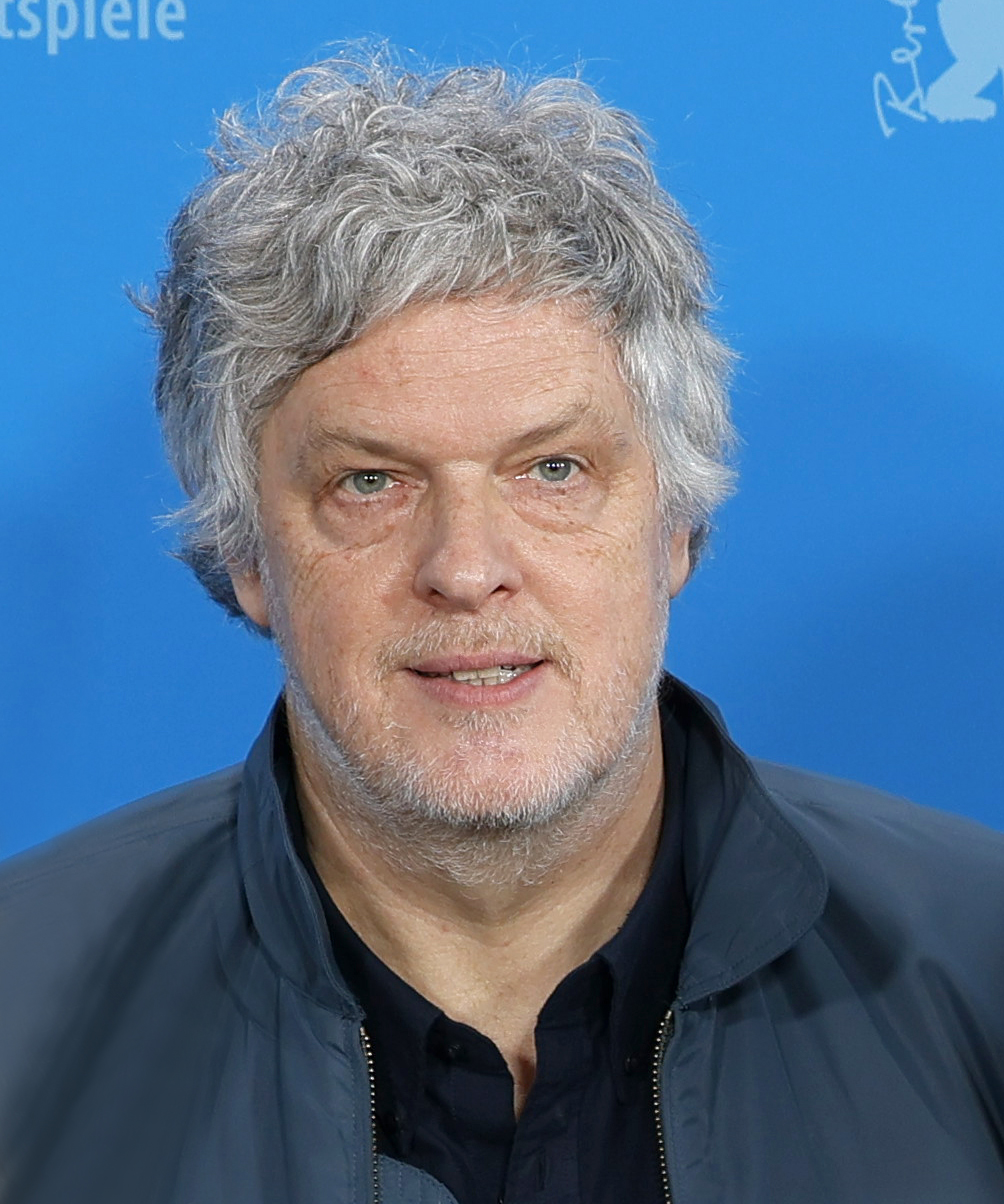
Regisseur Matthias Glasner

Michael Meyns resümiert in seiner Kritik für Filmstarts, mit einer ganzen Riege deutscher Schauspielstars entfalte Matthias Glasner in Sterben das breite, oft reiche Bild einer Familie, wobei einige der herausragenden Momente des Kinojahres entstünden. Zugleich verliere er sich aber auch in einer Struktur, die ihre absoluten Höhepunkte schon zu früh erreiche und sich dann mit einem knapp einstündigen, in allzu bekannten Bahnen verlaufenden Selbstzerstörungs-Drama selbst ganz schön ausbremse.
Von der Deutschen Film- und Medienbewertung wurde Sterben mit dem Prädikat Besonders wertvoll versehen. In der Begründung heißt es, das Schauspielerensemble des Films brilliere in den für die einzelnen Akteure und Akteurinnen zweifellos vertrauten Bereichen. Dabei würden naturalistisch, psychologisch nuancierte Momente mit nahezu Brecht’schen Verfremdungseffekten ineinanderfließen. Der Film biete ein Wechselbad der Emotionen zwischen Trauer, Komik und Tragik. Der Kreislauf des Lebens selbst strukturiere die Akte des Films, und nicht nur das tabuisierte Motiv des Sterbens werde zum Hauptthema des Films, sondern auch andere tabubelastete Bereiche würden mitunter erstaunlich explizit behandelt, so das Phänomen des „regretting parenthood“, die Dämonen des depressiven Künstlers und die Exponierung von Krankheiten und körperlichem Verfall. Es werde deutlich, dass Traumata nie aufgearbeitet, sondern meist an die nächste Generation weitergegeben werden.
In Deutschland verzeichnet der Film ca. 205.000 Kinobesucher.

### Auszeichnungen
Sterben wurde von den Produzenten des Films für die Auswahl des deutschen Beitrags für die Oscarverleihung 2025 eingereicht.  Im Folgenden eine Auswahl von Nominierungen und Auszeichnungen.
Bambi 2024
- Auszeichnung als Bester Schauspieler national (Lars Eidinger)

Bayerischer Filmpreis 2024
- Auszeichnung mit dem Drehbuchpreis (Matthias Glasner)

Den norske filmfestivalen 2024
- Nominierung im Hauptwettbewerb[26]

Deutscher Filmpreis 2024

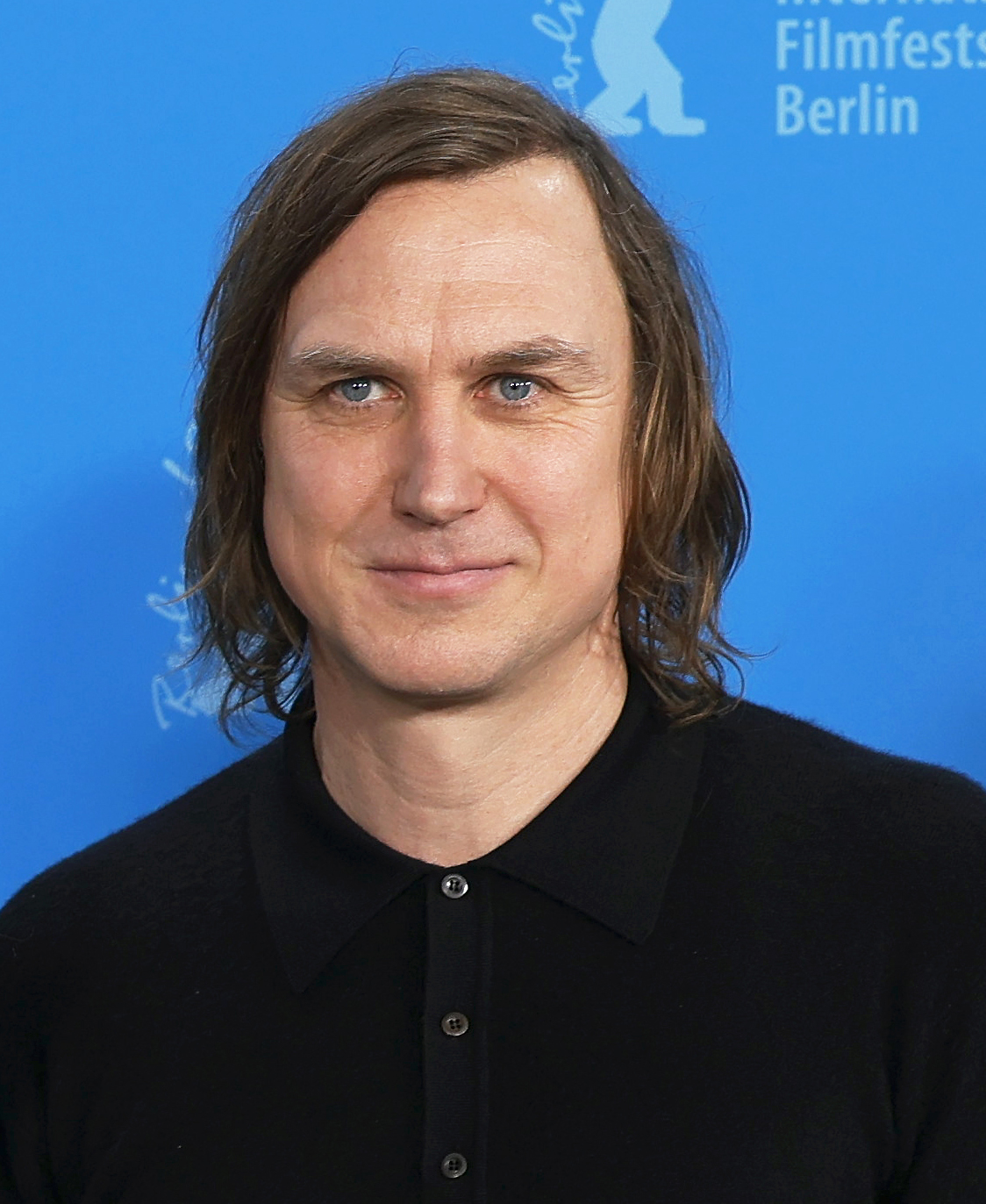
Lars Eidinger spielt Tom

- Auszeichnung mit dem Deutschen Filmpreis in Gold  (Jan Krüger, Ulf Israel und Matthias Glasner)
- Nominierung für die Beste Regie (Matthias Glasner)
- Nominierung für das Beste Drehbuch  (Matthias Glasner)
- Auszeichnung für die Beste weibliche Hauptrolle (Corinna Harfouch)
- Nominierung für die Beste männliche Hauptrolle (Lars Eidinger)
- Auszeichnung  für die Beste männliche Nebenrolle (Hans-Uwe Bauer)
- Nominierung  für die Beste männliche Nebenrolle (Robert Gwisdek)
- Nominierung für den Besten Schnitt (Heike Gnida)
- Auszeichnung für die Beste Filmmusik (Lorenz Dangel)

Europäischer Filmpreis 2024
- Nominierung als Bester Darsteller (Lars Eidinger)

Internationale Filmfestspiele Berlin 2024
- Nominierung im Wettbewerb um den Goldenen Bären
- Auszeichnung mit dem Silberner Bären für das beste Drehbuch (Matthias Glasner)
- Auszeichnung mit dem Gilde Filmpreis
- Auszeichnung mit dem Preis der Leserjury der Berliner Morgenpost

Preis der deutschen Filmkritik 2025
- Nominierung als Bester Schauspieler (Lars Eidinger)
- Nominierung als Beste Schauspielerin (Corinna Harfouch)
- Nominierung für das Beste Drehbuch (Matthias Glasner)
- Nominierung für die Beste Musik (Lorenz Dangel)[27]

Sydney Film Festival 2024
- Nominierung im Offiziellen Wettbewerb[14]